# Popis kraljica Leona
Ovo je popis kraljica Leona, srednjovjekovnog španjolskog kraljevstva. Imena vladarica su podebljana.
| Slika  | Ime                                    | Suprug                               |
| ------ | -------------------------------------- | ------------------------------------ |
|        | Nunja                                  | Ordoño I.                            |
|        | Himena Garcés                          | Alfons III. Leonski                  |
|        | Muniadona                              | García I. Leonski                    |
|        | Elvira Menéndez                        | Ordoño II.                           |
|        | Aragonta González                      | Ordoño II.                           |
|        | Sanča Sánchez Pamplonska               | Ordoño II.                           |
|        | Uraka                                  | Fruela II. Leonski                   |
|        | Oneka Sánchez                          | Alfons IV. Leonski                   |
|        | Uraka Sánchez                          | Ramiro II. Leonski                   |
|        | Uraka Fernández                        | Ordoño III. Ordoño IV.               |
|        | Terezija Ansúrez                       | Sančo I. Debeli                      |
|        | Sanča Gómez                            | Ramiro III. Leonski                  |
|        | Velasquita Ramírez                     | Bermudo II. Leonski                  |
|        | Elvira García                          | Bermudo II. Leonski                  |
|        | Elvira Mendes                          | Alfons V. Leonski                    |
|        | Uraka Garcés Pamplonska                | Alfons V. Leonski                    |
|        | Jimena Sánchez                         | Bermudo III. Leonski                 |
|        | Sanča Leonska                          | Ferdinand I. Leonski i Kastiljski    |
|        | Ines Akvitanska                        | Alfons VI. Hrabri                    |
|        | Alberta                                | Sančo II. Snažni                     |
|        | Konstanca Burgundska                   | Alfons VI. Hrabri                    |
|        | Berta                                  | Alfons VI. Hrabri                    |
|        | Izabela                                | Alfons VI. Hrabri                    |
|        | Beatrica Este                          | Alfons VI. Hrabri                    |
|        | Uraka Leonska i Kastiljska             | Rajmund Burgundski Alfons I. Borac   |
|        | Berenguela Barcelonska                 | Alfons VII. Leonski i Kstiljski      |
|        | Riksa Poljska, kraljica Kastilje       | Alfons VII. Leonski i Kstiljski      |
|        | Uraka Portugalska                      | Ferdinand II. Leonski                |
|        | Terezija Fernández de Traba            | Ferdinand II. Leonski                |
|        | Uraka López de Haro                    | Ferdinand II. Leonski                |
|        | Terezija Portugalska, kraljica Leona   | Alfons IX. Leonski                   |
|        | Berengarija Kastiljska                 | Alfons IX. Leonski                   |
|        | Beatrica Švapska                       | Ferdinand III. Kastiljski            |
|        | Ivana, grofica Ponthieua               | Ferdinand III. Kastiljski            |
|        | Violanta Aragonska                     | Alfons x. Mudri                      |
|        | Marija Molinska                        | Sančo IV. Kastiljski                 |
|        | Konstanca Portugalska                  | Ferdinand IV. Kastiljski             |
|        | Konstanca Peñafielska                  | Alfons XI. Kastiljski                |
| Marija | Marija Portugalska, kraljica Kastilje  | Alfons XI. Kastiljski                |
|        | Blanka Burbonska                       | Petar Kastiljski                     |
|        | Ivana Manuel                           | Henrik II. Kastiljski                |
|        | Leonora Aragonska, kraljica Kastilje   | Ivan I. Kastiljski                   |
|        | Beatrica Portugalska                   | Ivan I. Kastiljski                   |
|        | Katarina Lankasterska                  | Henrik III. Kastiljski               |
|        | Marija Aragonska, kraljica Kastilje    | Ivan II. Kastiljski                  |
|        | Izabela Portugalska, kraljica Kastilje | Ivan II. Kastiljski                  |
|        | Ivana Portugalska                      | Henrik IV. Kastiljski                |
|        | Izabela I. Kastiljska                  | Ferdinand II. Aragonski              |
|        | Ivana I. Kastilijska                   | Filip I. Lijepi                      |
|        | Izabela Portugalska                    | Karlo V., car Svetog Rimskog Carstva |